# Förebergsåsens naturreservat
Förebergsåsen är ett naturreservat i Alvesta kommun i Kronobergs län.
Området är skyddat sedan 1994 och omfattar 32 hektar. Det är beläget nordväst om Moheda nära sjön Rymmens östra strand och består av en getryggås.
På båda sidor om åsen finns myrmark. På åsen växer barrblandskog och ner mot kärren finns lövträd.